# Угаров Михайло Юрійович
Михайло Юрійович Угаров (23 січня 1956, Архангельськ, РРФСР, СРСР — 1 квітня 2018, Москва, Росія) — російський драматург, режисер театру і кіно, сценарист, один з організаторів фестивалю молодої драматургії «Любимівка», художній керівник «Театру.DOC», художній керівник «Центру драматургії та режисури А. Казанцева і М. Рощина», керівник семінару молодих драматургів, ідеолог руху «Нова драма».

## Біографія
Навчався в Літературному інституті імені Горького, але не закінчив його, пішов з 4-го курсу; в списках випускників з 1971 року по 2003 рік його немає.
В середині 1990-х був одним з організаторів і учасників творчого ради «Дебют-центру» Центрального Будинку актора. Працював на телебаченні: автор сценаріїв для серіалів «Петербурзькі таємниці» та «Щоденник вбивці» (у співавторстві, режисер Кирило Серебренніков. Публікував п'єси в драматургічних альманахах, повість «Розбір речей» надрукована в журналі «Дружба народов». Був керівником популярної програми «Моя сім'я» (РТР), ведучим якої був Валерій Комісаров. У 2002 році недовгий час працював сценаристом в іншому проекті Комісарова — ток-шоу «Вікна» на СТС.
З 2009 року вів напрям «Документальний театр» освітньої програми «Творчий менеджмент і режисура документального кіно і документального театру» у Вищій школі журналістики НДУ ВШЕ.
В кінці 2013 року Угаров брав участь в телепроєкті «Былое и Дума», організованому телеканалом «Дождь». У ньому група акторів зачитувала на камеру фрагменти стенограм найбільш значущих для російської історії засідань нижньої палати парламенту.
Помер від серцевого нападу 1 квітня 2018 року в Москві.
Похований на Троєкуровському цвинтарі.

## Творчість

### Постановки в театрі

#### Центр драматургії і режисури
- «Клас Бенто Бончева» (Максим Курочкін[ru])
- «Облом off» (також автор п'єси)
- «Трансфер» (Максим Курочкін)

#### Театр.doc
- «Війна молдаван за картонну коробку»
- «Життя вдалося»
- «Вересень.doc»
- «Година вісімнадцять»
- «Двоє в твоєму домі» (разом з Талгатом Баталовим)

#### Інші майданчики
- «Газета „Русскій инвалидъ“ за 18 липня …», театр Et cetera
- «Кількість» (Керіл Черчілль), МХАТ ім. Чехова
- «Люди найдавніших професій» (Данило Привалов), Школа сучасної п'єси
- «Вражена Тетяна» (Лаша Бугадзе), фестиваль «Нова драма»

### Фільмографія

#### Режисер
- 2008 — Любов на районі
- 2009 — Черчилль
- 2014 — Брати Ч[ru][13]

#### Сценарист
- 1994 — «Петербурзькі таємниці»
- 2002 — Щоденник вбивці
- 2003 — Північний сфінкс
- 2004 — «Рагін»

## Визнання і нагороди
- 2002 — премія «Нове слово» і звання лауреата фестивалю «Нова драма».
- 2002 — п'єса «Смерть Іллі Ілліча» стала однією з переможниць драматургічного конкурсу МХТ ім. Чехова і Міністерства культури РФ.
- 2003 — премія московського відділення СТД РФ «Цвях сезону» в номінації «найкращий спектакль театрального сезону Москви» — вистави «Облом off» Центр драматургії і режисури під керівництвом А. Казанцева і М. Рощина
- 2003 — приз глядацьких симпатій фестивалю «Золота маска[ru]» — вистави «Облом off»
- 2010 — спеціальний приз журі драматичного театру національної театральної премії «Золота Маска» — вистави «Життя вдалося»
- 2011 — спектакль «1:18» Театр.doc був висунутий на здобуття національної театральної премії «Золота Маска» в номінації «Експеримент».

## Громадська позиція
Підтримав звернення Європейської кіноакадемії на захист ув'язненого у Росії українського режисера Олега Сенцова.